# 유럽 컬링 선수권 대회
유럽 컬링 선수권 대회는 유럽 컬링 연맹 (European Curling Federation) 주관하에 유럽에서 매년 열리는 컬링 대회로 유럽의 여러 국가들 간에 겨루는 대회이다. 유럽 컬링 선수권 대회는 대체로 12월 초부터 중순에 개최되며, 이 대회 성적순으로 상위 8개국에게는 세계 컬링 선수권 대회 출전 자격을 부여하는 역할도 담당한다.
1974년 11월에 스위스, 스웨덴, 독일, 프랑스, 이탈리아, 노르웨이, 6개국이 스위스 취리히에서 대회를 가지게 되고, 이듬해인 1975년 3월에 모임을 가지고, 동년 12월에 선수권 대회를 개최하기로 합의하였다. 2004년 4월에는 스웨덴 예블레에서 개최된 회의에서 새로운 대회인 유럽 혼성 컬링 선수권 대회를 개최하기로 합의하였다.

## 역대 우승국
| 연도   | 남자       | 남자                                                                                           | 여자       | 여자 | 개최지                    |
| 연도   | 우승국     | 우승팀                                                                                         | 우승국     | 우승팀 | 개최지                    |
| ------ | ---------- | ---------------------------------------------------------------------------------------------- | ---------- | --- | ------------------------- |
| 1975년 | 노르웨이   | 크누트 비오네스, 스벤 크로켄, 헬메르 스트룀보, 셸 울릭센                                       | 스코틀랜드 | 베티 로, 제시 화이트퍼드, 베스 린지, 이저벨 로스                                                            | 프랑스 므제브             |
| 1976년 | 스위스     | 페터 아팅거 2세, 베른하르트 아팅거, 마티아스 노이엔슈반더, 뤼디 아팅거                         | 스웨덴     | 엘리사베트 브라네스, 엘리사베트 회그스트룀, 에바 로센헤드, 안네마리 에릭손                                  | 서독 서베를린             |
| 1977년 | 스웨덴     | 랑나르 캄프, 비에른 루드스트룀, 호칸 루드스트룀, 크리스테르 모르텐손                           | 스웨덴     | 엘리사베트 브라네스, 에바 로센헤드, 브리트마리 에릭손, 안네마리 에릭손                                      | 노르웨이 오슬로           |
| 1978년 | 스위스     | 위르크 타너, 위르크 호르니스베르거, 프란츠 타너, 파트리크 뢰르처                               | 스웨덴     | 잉아 아르비드손, 바르브로 아르비드손, 잉리드 아펠크비스트, 군보르 비에르헬                                  | 영국 스코틀랜드 애비모어  |
| 1979년 | 스코틀랜드 | 지미 워델, 윌리 프레임, 짐 포러스트, 조지 브라이언                                             | 스위스     | 가비 카사노바, 베티 부르캥, 린다 토멘, 로지 망거                                                            | 이탈리아 바레세           |
| 1980년 | 스코틀랜드 | 바턴 헨더슨, 그레그 헨더슨, 빌 헨더슨, 앨리스터 싱클레어                                       | 스웨덴     | 엘리사베트 회그스트룀, 카리나 올손, 비르기타 세비크, 카린 셰그렌                                            | 덴마크 코펜하겐           |
| 1981년 | 스위스     | 위르크 타너, 위르크 호르니스베르거, 파트리크 뢰르처, 프란츠 타너                               | 스위스     | 주잔 슐라프바흐, 이레네 뷔르기, 우르줄라 슐라프바흐, 카트린 페테르한스                                      | 스위스 그린델발트         |
| 1982년 | 스코틀랜드 | 마이크 헤이, 데이비드 헤이, 데이비드 스미스, 러셀 카일러                                       | 스웨덴     | 엘리사베트 회그스트룀, 카타리나 훌틀링, 비르기타 세비크, 카린 셰그렌                                        | 영국 스코틀랜드 커콜디    |
| 1983년 | 스위스     | 아메데 비너, 발터 빌저, 알렉스 아우프덴블라텐, 알프레트 파치                                   | 스웨덴     | 엘리사베트 회그스트룀, 카타리나 훌틀링, 비르기타 세비크, 카린 셰그렌                                        | 스웨덴 베스테로스         |
| 1984년 | 스위스     | 페터 아팅거 2세, 베른하르트 아팅거, 베르너 아팅거, 쿠르트 아팅거                               | 서독       | 알무트 헤게, 요제피네 아인슬레, 주자네 코흐, 페트라 체치                                                    | 프랑스 모르진             |
| 1985년 | 서독       | 로트거 구스타프 슈미트, 볼프강 부르바, 요니 야르, 한스요아힘 부르바                            | 스위스     | 자클린 란돌트, 크리스티네 크리크, 마리아네 울만, 실비아 브누아                                              | 스위스 그린델발트         |
| 1986년 | 스위스     | 펠릭스 룩싱거, 토마스 그렌델마이어, 다니엘 슈타이프, 프리츠 룩싱거                             | 서독       | 안드레아 쇠프, 알무트 헤게, 모니카 바그너, 엘리노레 쇠프                                                    | 덴마크 코펜하겐           |
| 1987년 | 스웨덴     | 토마스 로르그렌, 얀 스트란들룬드, 라르스 스트란드크비스트, 라르스 엥블롬, 올레 호칸손          | 서독       | 안드레아 쇠프, 알무트 헤게, 모니카 바그너, 주차네 핑크                                                      | 서독 오베르스트도르프     |
| 1988년 | 스코틀랜드 | 데이비드 스미스, 마이크 헤이, 피터 스미스, 데이비드 헤이                                       | 스웨덴     | 엘리사베트 회그스트룀, 아네테 노르베리, 모니카 얀손, 마리 헨릭손                                            | 영국 스코틀랜드 퍼스      |
| 1989년 | 스코틀랜드 | 해미 맥밀런, 노먼 브라운, 휴 에이킨, 짐 캐넌                                                   | 서독       | 안드레아 쇠프, 모니카 바그너, 크리스티나 할러, 하이케 빌렌더                                                | 스위스 엥겔베르크         |
| 1990년 | 스웨덴     | 미카엘 하셀보리, 한스 노르딘, 라르스 보그베리, 스테판 하셀보리                                 | 노르웨이   | 도르디 노르뷔, 한네 페테르센, 메테 할보르센, 안네 예툰                                                      | 노르웨이 릴레함메르       |
| 1991년 | 독일       | 롤란트 옌치, 울리 주토어, 찰리 카프, 알렉산더 후헬, 울리 카프                                  | 독일       | 안드레아 쇠프, 슈테파니 마이어, 모니카 바그너, 자비네 후트                                                  | 프랑스 샤모니             |
| 1992년 | 독일       | 안디 카프, 울리 카프, 미하엘 셰퍼, 올리버 악스니크, 홀거 회네                                  | 스웨덴     | 엘리사베트 요한손, 카타리나 뉘베리, 루이스 마르몬트, 엘리사베트 페르손                                      | 영국 스코틀랜드 퍼스      |
| 1993년 | 노르웨이   | 에이일 람스피엘, 슈르 로엔, 닥핀 로엔, 니클라스 예룬, 에스펜 데랑에                            | 스웨덴     | 엘리사베트 요한손, 카타리나 뉘베리, 루이스 마르몬트, 엘리사베트 페르손, 에바 에릭손                         | 스위스 로이커바트         |
| 1994년 | 스코틀랜드 | 해미 맥밀런, 노먼 브라운, 마이크 헤이, 로저 매킨타이어, 고든 뮤어헤드                          | 덴마크     | 헬레나 블라크 라브르센, 도르테 홀름, 마르기트 푀르트네르, 헬레네 옌센, 리사 리처드슨                        | 스웨덴 순스발             |
| 1995년 | 스코틀랜드 | 해미 맥밀런, 노먼 브라운, 마이크 헤이, 로저 매킨타이어, 브라이언 비니                          | 독일       | 안드레아 쇠프, 모니카 바그너, 나탈리 네슬러, 카리나 마이델레, 하이케 빌렌더                                 | 스위스 그린델발트         |
| 1996년 | 스코틀랜드 | 해미 맥밀런, 노먼 브라운, 마이크 헤이, 브라이언 비니, 피터 루던                                | 스위스     | 미럄 오트, 마리아네 플로트론, 프란치스카 폰 케넬, 카롤리네 발츠, 아니나 폰 플란타                           | 덴마크 코펜하겐           |
| 1997년 | 독일       | 안디 카프, 울리 카프, 올리버 악스니크, 홀거 회네, 미하엘 셰퍼                                  | 스웨덴     | 엘리사베트 구스타프손, 카타리나 뉘베리, 루이스 마르몬트, 엘리사베트 페르손, 마르가레타 린달                 | 독일 퓌센                 |
| 1998년 | 스웨덴     | 페야 린드홀름, 토마스 노르딘, 망누스 스바르틀링, 페테르 나루프, 요아킴 칼손                    | 독일       | 안드레아 쇠프, 나탈리 네슬러, 하이케 빌렌더, 제인 보아케코페, 안드레아 슈토크                               | 스위스 플림스             |
| 1999년 | 스코틀랜드 | 해미 맥밀런, 워릭 스미스, 유언 맥도널드, 피터 루던, 제임스 드라이버그                          | 노르웨이   | 도르디 노르뷔, 한네 우즈, 마리안네 아스펠린, 세실리 토르헤우                                                | 프랑스 샤모니             |
| 2000년 | 핀란드     | 마르쿠 우시파발니에미, 빌레 메켈레, 톰미 헤티, 야리 라우카넨, 페카 사렐라이넨                  | 스웨덴     | 엘리사베트 구스타프손, 카타리나 뉘베리, 루이스 마르몬트, 엘리사베트 페르손, 크리스티나 베르트루프           | 독일 오베르스트도르프     |
| 2001년 | 스웨덴     | 페야 린드홀름, 토마스 노르딘, 망누스 스바르틀링, 페테르 나루프, 아네르스 크라우프              | 스웨덴     | 아네테 노르베리, 카트리네 노르베리, 에바 룬드, 마리사 하셀보리, 안나 린데스코그                             | 핀란드 비에루메키         |
| 2002년 | 독일       | 제바스티안 슈토크, 다니엘 헤르베르크, 슈네판 크놀, 마르쿠스 메센첼, 파트리크 호프만            | 스웨덴     | 아네테 노르베리, 카트리네 노르베리, 에바 룬드, 헬레나 링함, 마리사 하셀보리                                 | 스위스 그린델발트         |
| 2003년 | 스코틀랜드 | 데이비드 머독, 크레이그 윌슨, 닐 머독, 유언 바이어스, 로널드 브루스터                          | 스웨덴     | 아네테 노르베리, 에바 룬드, 카트리네 노르베리, 안나 베리스트룀, 마리아 프뤼츠                               | 이탈리아 쿠르마유르       |
| 2004년 | 독일       | 제바스티안 슈토크, 다니엘 헤르베르크, 슈네판 크놀, 마르쿠스 메센첼, 파트리크 호프만            | 스웨덴     | 아네테 노르베리, 에바 룬드, 카트리네 노르베리, 안나 베리스트룀, 울리카 베리만                               | 불가리아 소피아           |
| 2005년 | 노르웨이   | 폴 트룰센, 라르스 보그베리, 플렘밍 다방에르, 벤트 오눈 람스피엘, 토르게르 네르고르             | 스웨덴     | 아네테 노르베리, 에바 룬드, 카트리네 린달, 안나 베리스트룀, 울리카 베리만                                   | 독일 가르미슈파르텐키르헨 |
| 2006년 | 스위스     | 안디 슈발러, 랄프 슈퇴클리, 토마스 립스, 다미안 그리히팅                                       | 러시아     | 류드밀라 프리빕코바, 올가 야르코바, 은케이루카 예제흐, 예카테리나 갈키나                                    | 스위스 바젤               |
| 2007년 | 스코틀랜드 | 데이비드 머독, 그레임 코널, 피터 스미스, 유언 바이어스, 데이비드 헤이                          | 스웨덴     | 아네테 노르베리, 에바 룬드, 카트리네 린달, 안나 스보르드, 마리아 프뤼츠                                     | 독일 퓌센                 |
| 2008년 | 스코틀랜드 | 데이비드 머독, 유언 맥도널드, 피터 스미스, 유언 바이어스, 그레임 코널                          | 스위스     | 미럄 오트, 카르멘 셰퍼, 발레리아 슈펠티, 야니네 그라이너, 카르멘 큉                                         | 스웨덴 외른셸스비크       |
| 2009년 | 스웨덴     | 니클라스 에딘, 세바스티안 크라우프, 프레드리크 린드베리, 빅토르 셸, 오스카르 에릭손            | 독일       | 안드레아 쇠프, 모니카 바그너, 멜러니 로빌라르, 슈텔라 하이스, 코리나 숄츠                                   | 영국 스코틀랜드 애버딘    |
| 2010년 | 노르웨이   | 토마스 울스루, 토르게르 네르고르, 크리스토페르 스베, 호바르 바드 페테르손, 마르쿠스 회이베르그 | 스웨덴     | 스티나 빅토르손, 크리스티나 베르트루프, 마리아 벤네르스트룀, 마르가레타 시그프리드손, 앙네스 크노셴하우에르 | 스위스 샹페리             |
| 2011년 | 노르웨이   | 토마스 울스루, 토르게르 네르고르, 크리스토페르 스베, 호바르 바드 페테르손, 토마스 뢰볼         | 스코틀랜드 | 이브 뮤어헤드, 애나 슬론, 비키 애덤스, 클레어 해밀턴, 케이 애덤스                                           | 러시아 모스크바           |
| 2012년 | 스웨덴     | 니클라스 에딘, 세바스티안 크라우프, 프레드리크 린드베리, 빅토르 셸, 오스카르 에릭손            | 러시아     | 안나 시도로바, 류드밀라 프리빕코바, 마르가리타 포미나, 예카테리나 갈키나, 은케이루카 예제흐                 | 스웨덴 칼스타드           |
| 2013년 | 스위스     | 스벤 미셸, 클라우디오 페츠, 상드로 트롤리에, 지몬 겜펠러, 브누아 슈바르츠                      | 스웨덴     | 마르가레타 시그프리드손, 마리아 프뤼츠, 크리스티나 베르트루프, 마리아 벤네르스트룀, 앙네스 크노셴하우에르   | 노르웨이 스타방에르       |
| 2014년 | 스웨덴     | 니클라스 에딘, 오스카르 에릭손, 크리스티안 린스트룀, 크리스토페르 순드그렌, 헨리크 레크        | 스위스     | 비니아 펠처, 이레네 쇼리, 프란치스카 카우프만, 크리스티네 우레히, 카롤레 호발트                             | 스위스 샹페리             |
| 2015년 | 스웨덴     | 니클라스 에딘, 오스카르 에릭손, 크리스티안 린스트룀, 크리스토페르 순드그렌, 헨리크 레크        | 러시아     | 안나 시도로바, 마르가리타 포미나, 알렉산드라 라에바, 케이루카 에제흐, 알리나 코발료바                       | 덴마크 에스비에르         |
| 2016년 | 스웨덴     | 니클라스 에딘, 오스카르 에릭손, 라스무스 브라노, 크리스토페르 순드그렌, 헨리크 레크            | 러시아     | 빅토리아 모이세바, 율리아나 바실리예바, 갈리나 아르센키나, 율리아 포르투노바, 율리아 구지에바               | 스코틀랜드 렌프루셔       |
| 2017년 | 스웨덴     | 니클라스 에딘, 오스카르 에릭손, 라스무스 브라노, 크리스토페르 순드그렌, 헨리크 레크            | 스코틀랜드 | 이브 무어헤드, 애나 슬로언, 비키 애덤스, 로렌 그레이, 켈리 샤퍼                                             | 스위스 장크트갈렌         |
| 2018년 | 스코틀랜드 | 브루스 무어트, 그랜트 하디, 보비 래미, 해미 맥밀런 주니어                                      | 스웨덴     | 안나 하셀보리, 사라 므크마누스, 앙네스 크노셴하우에르, 소피아 마베리스, 요한나 헬딘                         | 에스토니아 탈린           |
| 2019년 | 스웨덴     | 니클라스 에딘, 오스카르 에릭손, 라스무스 브라노, 크리스토페르 순드그렌, 다니엘 망누손          | 스웨덴     | 안나 하셀보리, 사라 므크마누스, 앙네스 크노셴하우에르, 소피아 마베리스, 요한나 헬딘                         | 스웨덴 헬싱보리           |
| 2020년 | 대회 취소  | 대회 취소                                                                                      | 대회 취소  | 대회 취소                                                                                                   | 노르웨이 릴레함메르       |
| 2021   | 스코틀랜드 | 브루스 무어트, 그랜트 하디, 보비 래미, 해미 맥밀런 주니어, 로스 화이트                         | 스코틀랜드 | 이브 무어헤드, 비키 라이트, 제니퍼 도즈, 헤일리 더프, 밀리 스미스                                           | 노르웨이 릴레함메르       |
| 2022년 | 스코틀랜드 | 브루스 무어트, 그랜트 하디, 보비 래미, 해미 맥밀런 주니어, 카일 워델                           | 덴마크     | 마들레인 두폰, 마틸데 할세, 데니스 듀폰, 마이 라르센, 야스민 란데르                                         | 스웨덴 외스테르순드       |
| 2023년 | 스코틀랜드 | 브루스 무어트, 그랜트 하디, 보비 래미, 해미 맥밀런 주니어, 카일 워델                           | 스위스     | 실바나 티린초니, 알리나 페츠, 셀리나 빌트숀케, 캐롤 하워드, 스테파니 베르세                                 | 스코틀랜드 애버딘         |
| 2024년 |            |                                                                                                |            | | 핀란드 로흐야             |

## 국가별 메달 보유 현황
아래 집계는 2023년 유럽 컬링 선수권 대회까지의 집계이다.

### 남자부
| 순위       | 나라       | 금 | 은 | 동 | 합계 |
| ---------- | ---------- | -- | -- | -- | ---- |
| 1          | 스코틀랜드 | 16 | 7  | 8  | 31   |
| 2          | 스웨덴     | 12 | 16 | 5  | 33   |
| 3          | 스위스     | 8  | 7  | 12 | 27   |
| 4          | 독일       | 6  | 1  | 3  | 10   |
| 5          | 노르웨이   | 5  | 12 | 11 | 28   |
| 6          | 핀란드     | 1  | 0  | 2  | 3    |
| 7          | 덴마크     | 0  | 5  | 5  | 10   |
| 8          | 이탈리아   | 0  | 0  | 4  | 4    |
| 9          | 체코       | 0  | 0  | 1  | 1    |
| 합계 (9개) | 합계 (9개) | 48 | 48 | 51 | 147  |

### 여자부
| 순위        | 나라        | 금 | 은 | 동 | 합계 |
| ----------- | ----------- | -- | -- | -- | ---- |
| 1           | 스웨덴      | 21 | 12 | 4  | 37   |
| 2           | 독일        | 8  | 1  | 6  | 15   |
| 3           | 스위스      | 7  | 11 | 13 | 31   |
| 4           | 스코틀랜드  | 4  | 12 | 8  | 24   |
| 5           | 러시아      | 4  | 1  | 1  | 6    |
| 6           | 노르웨이    | 2  | 4  | 8  | 14   |
| 7           | 덴마크      | 2  | 3  | 8  | 13   |
| 8           | 이탈리아    | 0  | 3  | 1  | 4    |
| 9           | 프랑스      | 0  | 1  | 0  | 1    |
| 10          | 잉글랜드    | 0  | 0  | 1  | 1    |
| 10          | 핀란드      | 0  | 0  | 1  | 1    |
| 합계 (11개) | 합계 (11개) | 48 | 48 | 51 | 147  |

### 혼성부
| 순위        | 나라        | 금 | 은 | 동  | 합계 |
| ----------- | ----------- | -- | -- | --- | ---- |
| 1           | 스웨덴      | 33 | 28 | 9   | 70   |
| 2           | 스코틀랜드  | 20 | 19 | 16  | 55   |
| 3           | 스위스      | 15 | 18 | 25  | 58   |
| 4           | 독일        | 14 | 2  | 9   | 25   |
| 5           | 노르웨이    | 7  | 16 | 19  | 42   |
| 6           | 러시아      | 4  | 1  | 1   | 6    |
| 7           | 덴마크      | 2  | 8  | 13  | 23   |
| 8           | 핀란드      | 1  | 0  | 3   | 4    |
| 9           | 이탈리아    | 0  | 3  | 5   | 8    |
| 10          | 프랑스      | 0  | 1  | 0   | 1    |
| 11          | 잉글랜드    | 0  | 0  | 1   | 1    |
| 11          | 체코        | 0  | 0  | 1   | 1    |
| 합계 (12개) | 합계 (12개) | 96 | 96 | 102 | 294  |

## 같이 보기
- 유럽 혼성 컬링 선수권 대회

## 춸처
1. ↑  “European Curling Championships”. European Curling Federation. 2008년 3월 17일에 확인함.
2. ↑  “Esbjerg to host European Curling Championship 2015 and World Women's Curling Championship 2019”. World Curling Federation. 2014년 11월 28일. 2018년 2월 28일에 원본 문서에서 보존된 문서. 2014년 11월 29일에 확인함.
3. ↑  “Scotland awarded four international curling championships”. World Curling Federation. 2014년 12월 23일. 2018년 2월 27일에 원본 문서에서 보존된 문서. 2014년 12월 23일에 확인함.
4. ↑  “Switzerland to host Le Gruyère European Curling Championship once again”. World Curling Federation. 2015년 11월 20일. 2015년 11월 20일에 확인함.
5. ↑  “Le Gruyère AOP European Curling Championship 2018 - Tallinn, Estonia to host European Curling Championship 2018”. World Curling Federation. 2017년 2월 9일. 2019년 2월 2일에 원본 문서에서 보존된 문서.
6. ↑  “Lillehammer, Norway to host le Gruyère AOP European Curling Championship 2021”. 2020년 12월 18일. 2021년 10월 23일에 원본 문서에서 보존된 문서. 2020년 12월 19일에 확인함.
7. ↑  “World Curling Federation remove European Curling Championship 2022 from Russia”. 《World Curling Federation》. 2022년 2월 25일. 2022년 2월 26일에 원본 문서에서 보존된 문서. 2022년 2월 25일에 확인함.
8. ↑  “Oestersund to host the Le Gruyère AOP European Curling Championship 2022”. 《World Curling Federation》. 2022년 7월 1일. 2022년 9월 22일에 원본 문서에서 보존된 문서. 2022년 7월 1일에 확인함.